# Stenostaura impeditus
Stenostaura impeditus är en fjärilsart som beskrevs av Walker 1865. Stenostaura impeditus ingår i släktet Stenostaura och familjen tandspinnare. Inga underarter finns listade i Catalogue of Life.